# Rosa donetzica
Rosa donetzica är en rosväxtart som beskrevs av Oljga N. Dubovik. Rosa donetzica ingår i släktet rosor, och familjen rosväxter. Inga underarter finns listade i Catalogue of Life.